# Anne Pratt

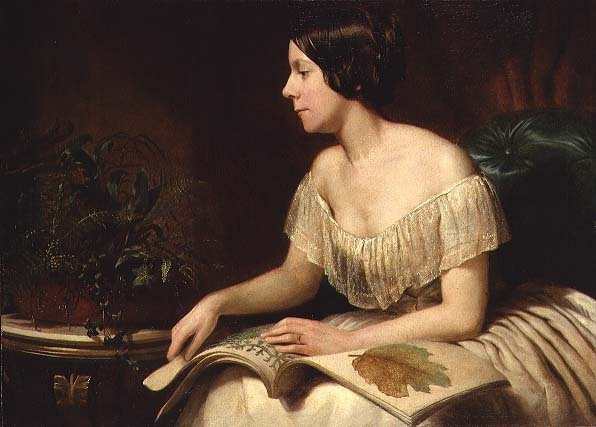
Anne Pratt in den 1830er Jahren

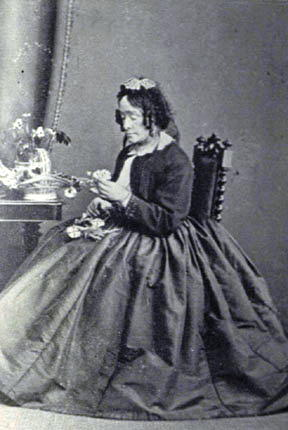
Anne Pratt in höherem Lebensalter

Anne Pratt (* 5. Dezember 1806 in Strood (Kent); † 27. Juli 1893 in London) war eine britische Botanik- und Ornithologieillustratorin.
Sie war eine der bekanntesten englischen Illustratoren auf diesem Gebiet im viktorianischen Zeitalter.

## Leben und Wirken
Anne Pratt wurde als zweite von drei Töchtern des Kaufmanns Robert Pratt (1777–1819) und Sara Bundock (1780–1845) in Strood (Grafschaft Kent, England) geboren. Als Kind war sie kränklich und litt an einem steifen Kniegelenk. Während ihre Schwestern spielten, saß Anne und zeichnete. Durch einen Freund der Familie, Dr. Dods, wurde sie in die Botanik eingeführt und von ihrer älteren Schwester durch gesammelte Pflanzen unterstützt. Anne Pratt wurde am Eastgate House in Rochester unterrichtet. 1826 zog sie nach Brixton, einem Stadtteil im Londoner Stadtbezirk London Borough of Lambeth, wo sie ihre Karriere als Illustratorin begann. 1849 zog sie nach Dover, 1866 nach East Grinstead, wo sie im Dezember gleichen Jahres John Pearless heiratete. Das Paar zog nach Redhill, später nach Shepherd’s Bush. Hier starb Anne Pratt am 27. Juli 1893 im Alter von 86 Jahren in ihrem Haus in der Rylett Road.
Anne Pratt schrieb mehr als 20 Bücher, die sie mit Chromolithografien illustrierte. Dabei arbeitete sie auch mit William Dickes (1815–1892), einem Graveur mit Ausbildung in Chromolithografie, zusammen. Ihre Arbeiten schrieb sie fachlich korrekt in einem populärwissenschaftlichen Stil und trug so zur Popularisierung der Botanik bei. Da sie Autodidakt war, blieb ihr jedoch die fachliche Anerkennung versagt.

## Schriften (Auswahl)
- The field, the garden, and the woodland. 1838.
- The Pictorial Catechism of Botany. Suttaby and Co, London 1842.
- The ferns of Great Britain., 1850
- Wild Flowers. 1852 (2 Bände)
- Poisonous, Noxious, and Suspected Plants, of our Fields and Woods. 1857
- The flowering plants, grasses, sedges, and ferns of Great Britain and their allies the club mosses, pepperworts, and horsetails. 5 Bände. Frederick Warne and Co., London 1855–1866, 6. Band 1873, The Society for the Promotion of Christian Knowledge[2]
- The Language of Flowers the Associations of Flowers Popular Tales of Flowers. (mit Thomas Miller). Simpkin & Co Limited, London 1846.
- Chapters on Common Things of the Sea-side. The Society for the Promotion of Christian Knowledge, 1850.
- Our Native Songsters. The Society for the Promotion of Christian Knowledge, 1857.
- Haunts of the Wild Flowers. Routledge, Warne and Routledge, 1863.
- The Garden Flowers of The Year. Religious Tract Society, 1846.
- Wild Flowers of The Year. Religious Tract Society, 1846.
- The Excellent Woman as Described in Proverbs 31. Religious Tract Society, 1863.
- By daylight; or, pictures from real life. A translation from the German of Ottilie Wildermuth. With Illustrations. Routledge, Warne, and Routledge, London 1865.

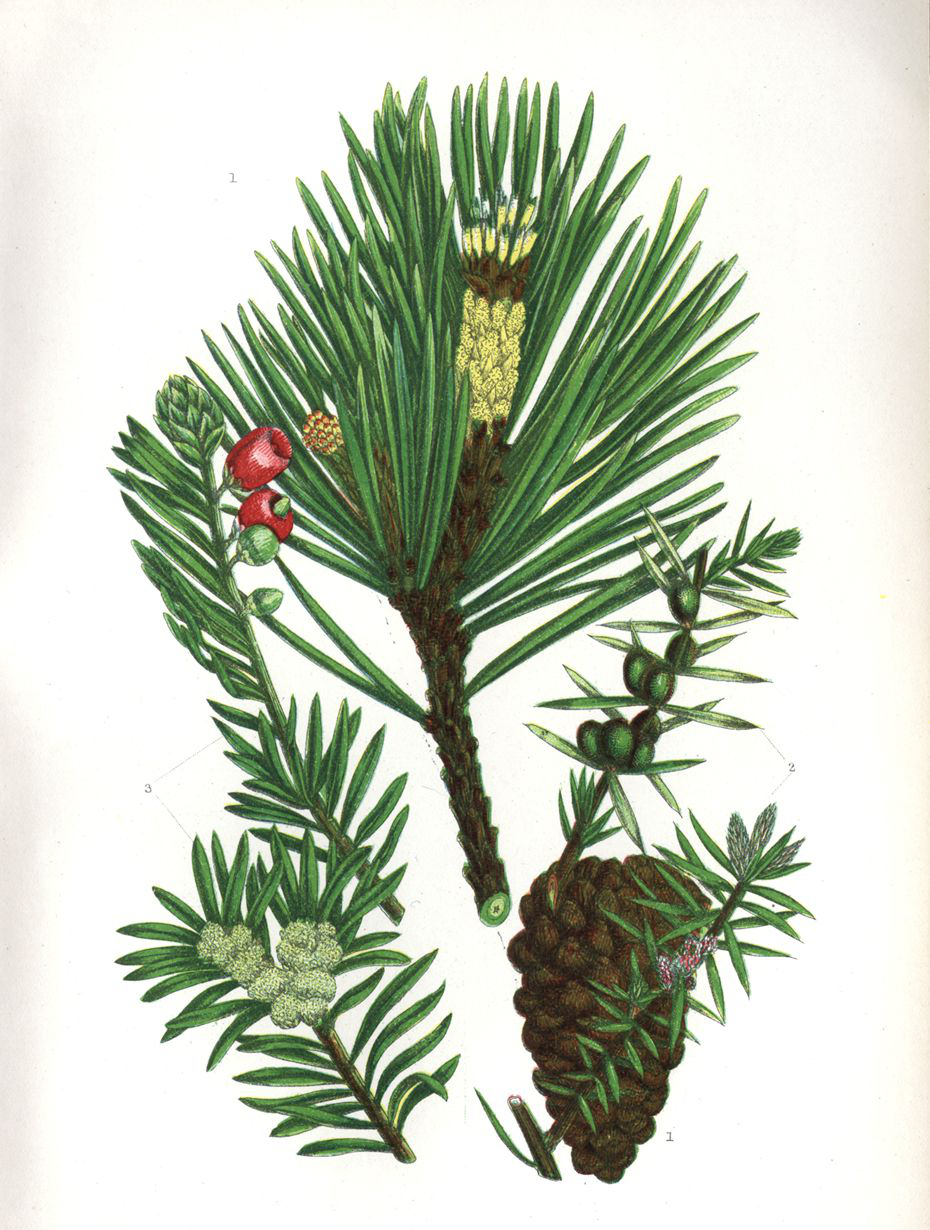
Waldkiefer, Gemeiner Wacholder und Europäische Eibe aus The Flowering Plants of Great Britain
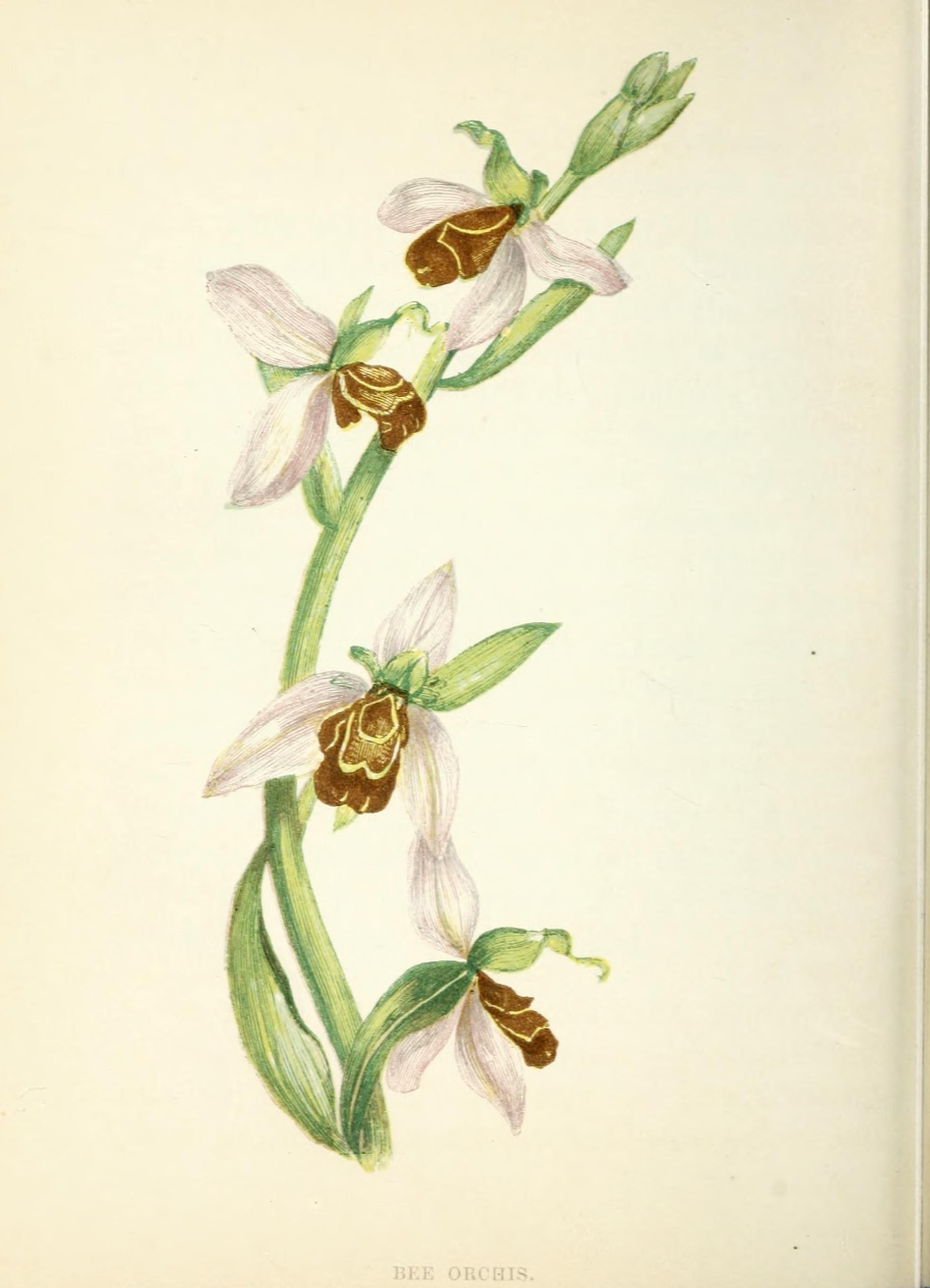
Bienen-Ragwurz aus Wild Flowers
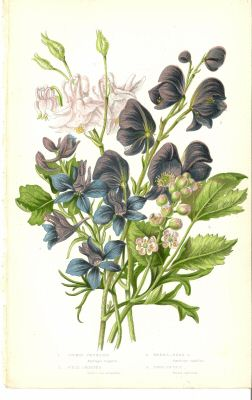
Akeleien und Feldrittersporne aus Wild Flowers
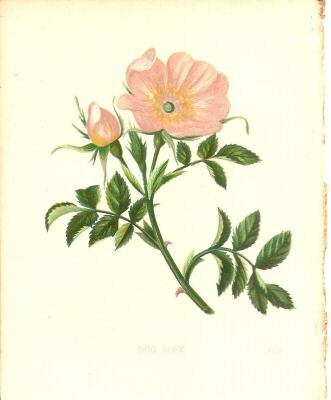
Hunds-Rose aus Wild Flowers
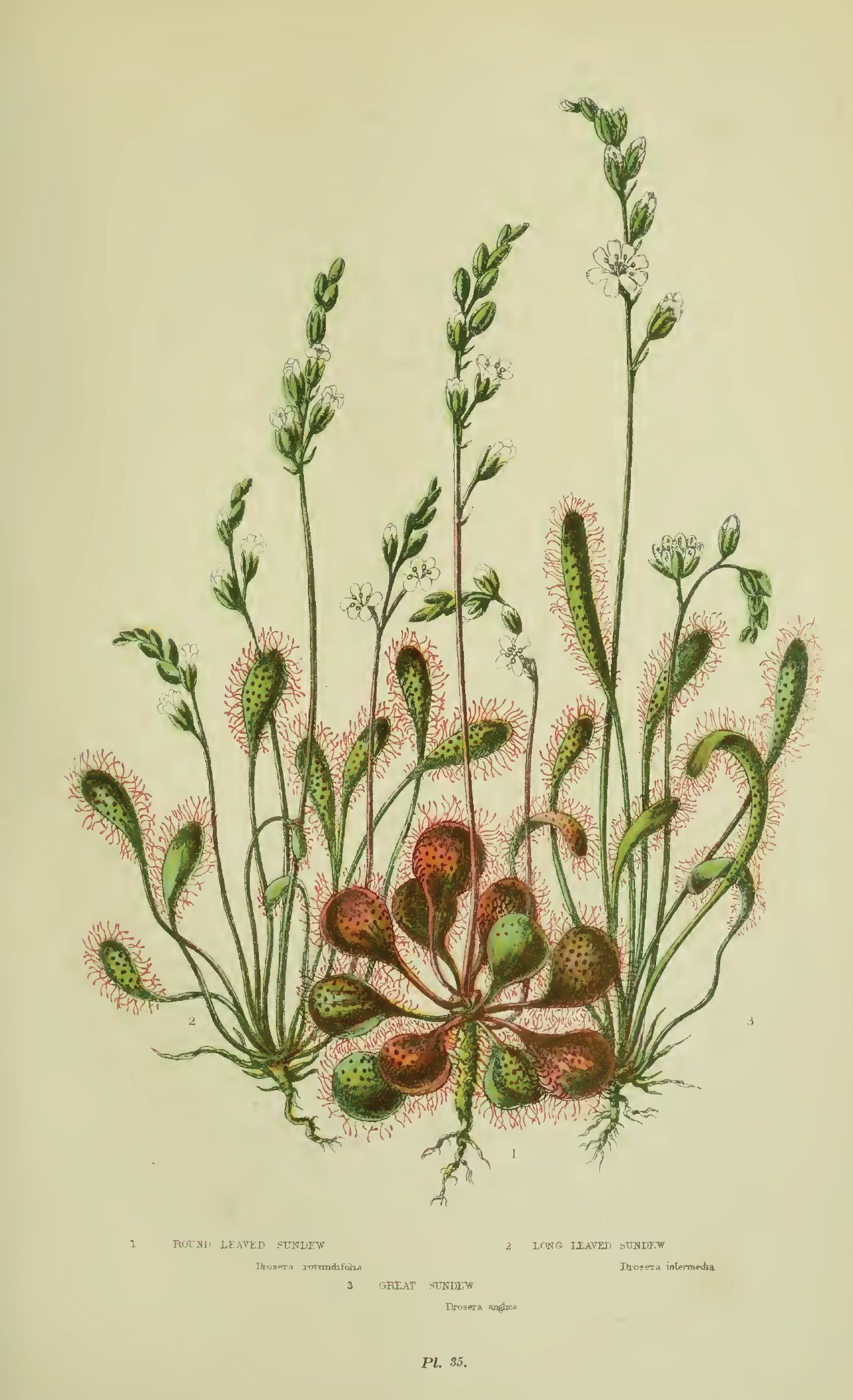
Sonnentau aus The Flowering Plants of Great Britain